# بینا رای
بینا رای (انگلیسی: Bina Rai; ۴ ژوئن ۱۹۳۱ – ۶ دسامبر ۲۰۰۹) یک هنرپیشه اهل هند بود. وی بین سال‌های ۱۹۵۰ تا ۱۹۹۱ میلادی فعالیت می‌کرد.
او در فیلم حجاب و مادربزرگ بازی کرده‌است.